# Pulaeus quadrisolenidius
Pulaeus quadrisolenidius är en spindeldjursart som beskrevs av Castro och Den Heyer 2009. Pulaeus quadrisolenidius ingår i släktet Pulaeus och familjen Cunaxidae. Inga underarter finns listade i Catalogue of Life.